# Champagne Charles Heidsieck
Charles Heidsieck est une maison de Champagne fondée en 1851 par Charles-Camille Heidsieck et située à Reims. Elle est le plus petit membre de l'Union des Maisons de Champagne, association regroupant la plupart des grandes maisons de Champagne, et fait partie du groupe EPI depuis 2011.

## Historique

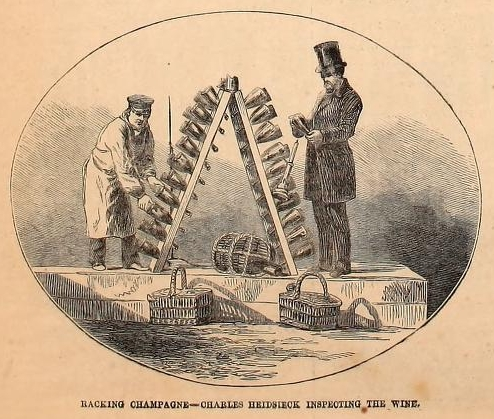
Charles Heidsieck inspectant le remuage des bouteilles.

Charles-Camille Heidsieck est né en 1822 dans une famille éminente de Reims, dont la tradition viticole remonte à son grand oncle Florens-Louis Heidsieck qui fonda Heidsieck & Co. en 1785. Il y introduisit trois de ses neveux. Christian Heidsieck qui fondera ensuite la société qui deviendra plus tard Piper-Heidsieck. Henri-Louis Walbaum qui créera, avec Pierre Auguste Heidsieck, Walbaum, Heidsieck & Co. connue plus tard sous le nom de Heidsieck & Co Monopole. Et enfin Charles-Henri Heidsieck, le père de Charles-Camille, qui s'illustra en se rendant à Moscou juste avant que l'armée de Napoléon n'arrive dans cette ville pour vendre du champagne à la partie gagnante, quelle qu'elle soit.
Charles-Camille commence sa carrière au sein de la Maison Piper-Heidsieck. En 1851 et fort de son expérience, il fonde, à l'âge de 29 ans, sa propre maison de Champagne et lui donne son nom. Il s'associe à son beau-frère, Ernest Henriot. En 1875, les deux hommes se séparent et Ernest se consacre exclusivement à la maison qui porte son nom.
Décidé à conquérir le marché européen, Charles commence à vendre son champagne à l'étranger, et concentre d’abord ses efforts vers la Belgique et l'Angleterre.
Il se rend ensuite pour la première fois aux États-Unis en 1852, où il visite la Nouvelle-Angleterre et l'État de New York. Il comprend rapidement le potentiel du marché américain et nomme un agent commercial afin de faciliter ses importations et devient ainsi l'un des premiers à y vendre son propre champagne. En effectuant des voyages annuels pour y promouvoir ses vins, Charles-Camille Heidsieck est un promoteur infatigable de la Champagne, et remporte rapidement le succès sur le marché américain, gagnant le surnom de « Champagne Charlie ».
Les expositions universelles, populaires au XIXe siècle, offrent à Charles Heidsieck l’occasion de faire de la publicité autour de son vin. En 1859, l'exposition universelle de Bordeaux lui décerne une médaille d'or qu'il fait figurer sur l'étiquette de ses bouteilles.
Lorsque la guerre civile américaine éclate, les factures impayées des États-Unis représentent plus de la moitié des actifs de l'entreprise. Heidsieck se rend dans les États du Sud rebelles pour sauver ce qui pouvait encore l'être. Il doit accepter du coton moyennant paiement, mais les navires affrétés par lui sont arrêtés par la marine nordiste et coulent en route vers l'Europe. Pour aggraver les choses, le général Benjamin Butler, le soupçonne d'espionnage pour le gouvernement français et les États du sud et le fait condamner à plus de sept mois d'emprisonnement. L'emprisonnement de Charles Heidsieck provoque un incident diplomatique entre les gouvernements français et américain. L'empereur Napoléon III s'implique personnellement pour sa libération. Lorsque Charles Heidsieck est libéré le 16 novembre 1862, son état de santé est piteux et sa société a fait faillite. Une spéculation sur des terres à Denver dans l'État du Colorado permet à Charles Heidsieck de reconquérir ses richesses et de relancer une nouvelle maison de champagne.
En 1862, Charles-Camille Heidsieck acquiert la conviction que le succès de l’industrie du champagne dépend avant tout de ses caves et moins de ses vignobles. Il s'est en effet surtout concentré sur la sélection, l'assemblage et le vieillissement de ses vins afin de produire des champagnes de meilleure qualité, tout en achetant des raisins à des producteurs individuels. C'est ainsi qu'en 1867, il achète plusieurs anciennes carrières de craie, datant de l'époque gallo-romaine, afin d'y créer les conditions optimales pour la maturation des vins. Les crayères sont encore aujourd’hui utilisées pour faire vieillir les champagne de la maison. Ces mêmes caves sont inscrites depuis 2015 sur la liste du patrimoine mondial de l'UNESCO.
Son sens du spectacle et la qualité de ses vins lui valent, à la fin du XIXe siècle, des mandats de la part de nombreuses familles régnantes de l'époque. En 1897, il reçoit un mandat du roi Édouard VII de Grande-Bretagne, et est nommé fournisseur de Champagne par la reine douairière de Hollande et l'empereur d'Autriche. Au début du XXe siècle, Charles Heidsieck fournit du champagne aux cours de Suède, de Norvège, de Grande-Bretagne, des Pays-Bas, du Portugal, de Prusse, d'Espagne, du Luxembourg et d'Autriche.
À la mort de Charles en 1893, son entreprise est florissante et fait partie des principaux producteurs de champagne.

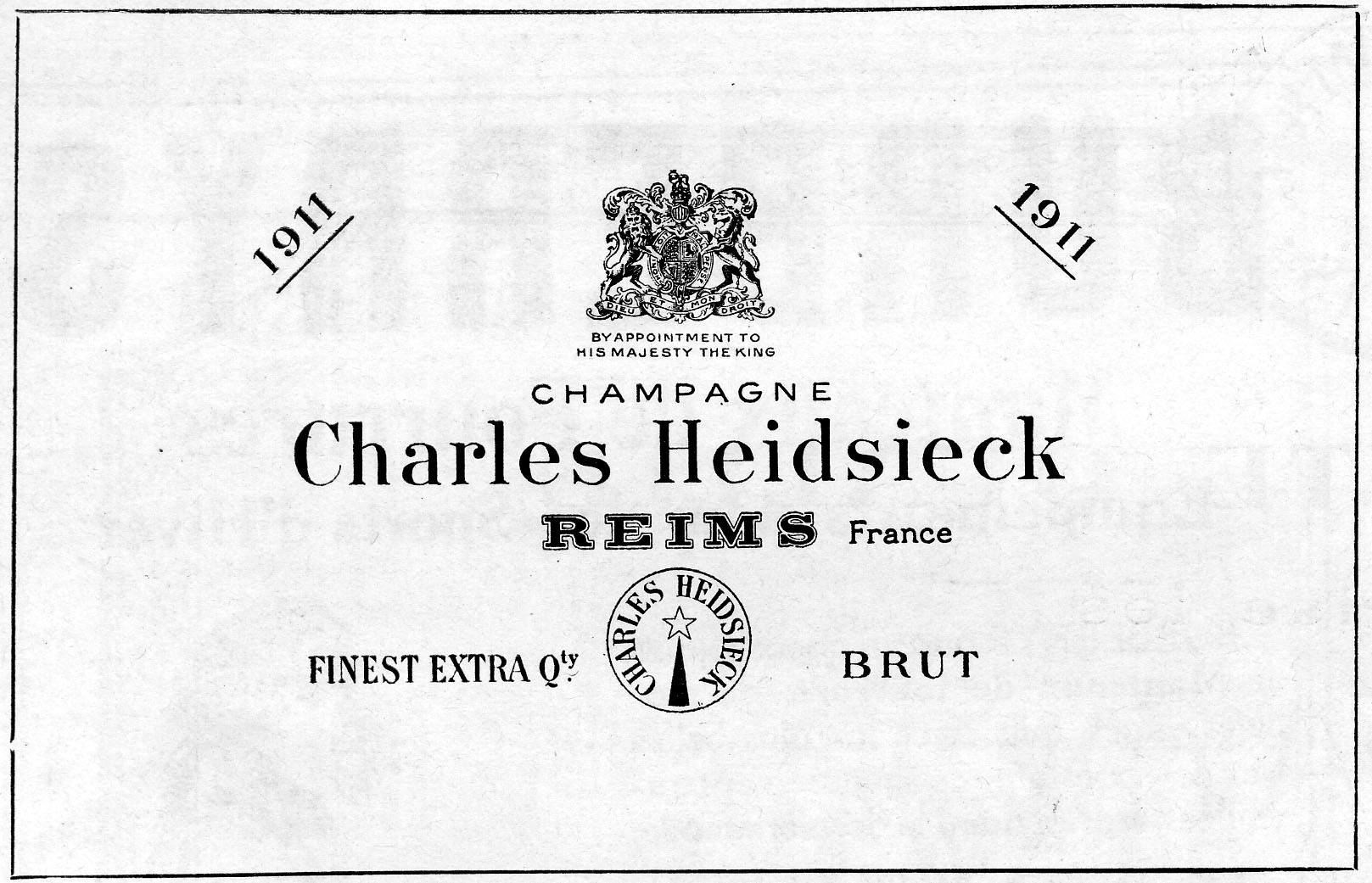
Étiquette de 1923 avec les armes du roi d'Angleterre.

La maison est gérée par ses descendants jusqu'en 1976, date à laquelle elle fusionne avec Champagne Henriot. En 1985, Charles Heidsieck rejoint le groupe de vins et de spiritueux Rémy Martin, devenu le groupe Rémy Cointreau. Charles Heidsieck connaît alors une transformation spectaculaire, en grande partie grâce à l'ancien chef de cave Daniel Thibault. Le groupe Rémy Cointreau a permis à Daniel Thibault de réinventer le brut non millésimé de la maison en un champagne complexe avec un pourcentage élevé de vins de réserve, investissant temps et argent dans sa vision de l'idéal brut sans année. Afin de constituer les stocks de réserves nécessaires, ils ont dû réduire le volume total des ventes, repositionnant ainsi Charles Heidsieck en tant que marque plus prestigieuse et haut de gamme.
En 2011 le groupe Rémy Cointreau cède Charles Heidsieck au groupe EPI (Européenne de Participations Industrielles) fondé par Christopher Descours.